# Padrão moiré

Fig. 1: Exemplo de franjas geradas pelo movimento das grades

Um padrão moiré (pronuncia-se "muarrê") é um padrão de interferência criado, por exemplo, quando duas grades apresentam movimento relativo entre si em referência a um observador, gerando um determinado padrão por meio de franjas. Com este padrão de interferência conseguimos determinar perfil, deformação de objetos e o movimento de um objeto qualquer.

## Etimologia
A história da palavra moiré é complexa, a origem mais antiga conhecida é a árabe mukhayyar (مُخَيَّر em árabe, que significa escolhido), um tecido feito da lã da cabra angorá, ou khayyara (خيّر em árabe), “ele escolheu”. Foi também sugerido que a palavra árabe seria formada a partir da latina marmoreus, que significa “como o mármore”. 
Por volta de 1570 a palavra encontrou sua forma no Inglês como mohair (malha). Esta então foi adaptada ao francês como mouaire, e por volta de 1660 (nos escritos de Samuel Pepys) ela foi adaptada novamente ao inglês como moire ou moyre. Entretanto o mouaire francês foi transformado em verbo, moirer, que significa “ produzir uma textura molhada por tecelagem ou prensagem”, e por volta de 1823 foi gerado o adjetivo moiré. Moire (pronuncia-se [mwaʁ] - muar) e moiré (pronuncia-se [mwa'ʁe] - muarrê) são atualmente usados de forma alternativa em inglês, embora moire seja mais utilizado para o tecido e moiré para o padrão.

## Formação de padrões
Padrões de Moiré são imagens produzidas quando um observador observa através de duas estruturas periódicas sobrepostas em movimento, com padrões semelhantes a ondas, a formação de franjas claras e escuras, denominadas franjas de Moiré. Estas estruturas são chamadas de retículos, telas ou grades, e são constituídas de linhas, faixas paralelas ou radiais, formando círculos ou elipses concêntricas ou mesmo pontos equidistantemente espaçados e não espaçados.
Os retículos mais comumente utilizados são constituídos por linhas ou faixas claras (transparentes) e escuras (opacas), paralelas e equidistantes. O centro das faixas (claras ou escuras) é chamado linha de grade, e a distância entre os centros de linhas de grade de duas faixas escuras (ou duas faixas claras) contíguas é o período ou passo (p) do retículo e o inverso do período é a frequência do retículo (f), geralmente dado em linhas por milimetro. Quando essa superposição ocorre formando um pequeno ângulo de interseção entre as linhas dos dois retículos, pequenos deslocamentos em um dos dois retículos provocará grandes deslocamentos nas franjas de moiré, isto é, o deslocamento será magnificado.
O fenômeno de Moiré foi estudado primeiramente pelo físico inglês Lorde Rayleigh em 1874, o qual sugeriu que esse fenômeno poderia ser usado para testar a perfeição de grades de difração. Uma das primeiras utilizações científicas do fenômeno de moiré foi o estudo da deformação da mica, feita por Mulot em 1925.
Uma das propriedades mais importantes dos padrões de Moiré é a sua capacidade de amplificação do movimento relativo das grades, dando-nos uma visualização em 2D. Segundo Tollenar (1945), as franjas de moiré são na verdade amplificadoras de movimento, que pode nos dar uma alta sensibilidade a medições de movimento relativos. As franjas de moiré são bastante empregadas para estudar deslocamento, deformação e tensão e também para medir o relevo de objetos e pessoas.

## Implicações na impressão de imagens coloridas
Em artes gráficas e pré-impressão, a tecnologia usual para imprimir imagens coloridas envolve a sobreposição de telas de meio-tom.
Estes são padrões de pontos retangulares regulares — muitas vezes quatro deles, impresso em amarelo, azul (ou ciano), magenta e preto.
Algum tipo de padrão de moiré é inevitável, mas em circunstâncias favoráveis o padrão é "fino", isto é, a frequência espacial do moiré é tão elevada que não é perceptível. Em artes gráficas, o termo moiré significa um padrão excessivamente visível.

## Moiré em telas de televisão
O chamado efeito moiré é uma interferência gerada quando tentamos visualizar — numa televisão, por exemplo — um padrão através de outro. Numa televisão, as imagens são formadas por pixels, que nada mais são do que um padrão de pontos (pixel), alinhadas em linhas e colunas. Quando uma imagem de um padrão repetitivo é mostrado numa televisão, há uma interferência entre o padrão visualizado e o padrão de pixels, o que gera um terceiro padrão indesejado, isto traduz-se na redução da qualidade da imagem e consequente fadiga visual para o utilizador.
Padrões de moiré são comumente vistos direto nas telas de televisão quando uma pessoa está vestindo uma camisa ou jaqueta de tecido listrado, devido a problemas de amostragem na câmara de televisão. Como a pessoa se move, o padrão de Moiré é bastante perceptível.
Devido a isso, repórteres e outros profissionais que aparecem regularmente na televisão são instruídos a evitar roupas que poderiam causar o efeito, mais comumente conhecido como “efeito de batimento”. Por esta razão, é sempre evitado o uso de objetos e roupas com padrões de riscas ou desenhos pequenos repetidos em televisão.

## Padrões paralelos de moiré
Aproximação geométrica
Considere dois padrões feitos de linhas paralelas e equidistantes, por exemplo, linhas verticais. O passo do primeiro padrão é {\displaystyle p}, o segundo passo é {\displaystyle p+\Delta p} e, com {\displaystyle 0\leq \Delta \leq 1}.
Se as linhas dos padrões são sobrepostas à esquerda de uma figura, o deslocamento entre as linhas aumentam ao ir à direita. Depois de determinado o número de linhas, os padrões buscam o contrário: as linhas do segundo padrão estão entre as linhas do primeiro padrão. Se nós olharmos de um ponto distante, nós teremos o sentimento de zonas claras quando as linhas são sobrepostas (há branco entre as linhas), e de zonas escuras quando as linhas são "contrárias".
O meio da primeira zona escura é quando o deslocamento for igual a {\displaystyle {\frac {p}{2}}}. A enésima linha do segundo padrão é trocada por {\displaystyle n\Delta p} comparado à enésima linha da primeira rede. O meio da primeira zona escura corresponde por:
{\displaystyle n\Delta p={\frac {p}{2}}}
isso é :
{\displaystyle n={\frac {p}{2\Delta p}}}
A distância d entre o meio de uma zona clara e o meio da zona escura é
{\displaystyle d=np=p^{2}/2\Delta p\quad }
a distância entre o meio de duas zonas escuras, que também são a distância entre duas zonas claras.
{\displaystyle 2d=p^{2}/\Delta p\quad }
Desta fórmula, nós podemos ver que:
- Quanto maior o passo, maior a distância entre as zonas claras e escuras;
- Quanto maior a discrepância {\displaystyle \Delta p}, mais próximos das zonas escuras e claras; um grande espaçamento entre zonas escuras e claras significa que os padrões têm passos muito próximos.

Claro que, quando {\displaystyle \Delta p={\frac {p}{2}}}, nós temos uma figura uniformemente cinza, sem contraste. O princípio do moiré é semelhante à balança de Vernier.

## Aproximação interferométrica
Vamos considerar agora dois padrões transparentes com um contraste que varia de acordo com uma lei senoidal:
{\displaystyle I_{1}(x)=I_{0}\cdot \sin(2\pi \cdot k_{1}\cdot x)}
{\displaystyle I_{2}(x)=I_{0}\cdot \sin(2\pi \cdot k_{2}\cdot x)}
(os passos são, respectivamente ρ1 = 1/k1 e ρ2 = 1/k2), quando os padrões são sobrepostos, a intensidade resultante (interferência) é
{\displaystyle I(x)=I_{0}\cdot (\sin(2\pi \cdot k_{1}\cdot x)+\sin(2\pi \cdot k_{2}\cdot x))}
com a fórmula de Euler.
{\displaystyle I(x)=I_{0}\cdot 2\cos \left(2\pi {\frac {(k_{1}-k_{2})}{2}}\cdot x\right)\cdot \sin \left(2\pi {\frac {(k_{1}+k_{2})}{2}}\cdot x\right)}
Podemos ver que a intensidade resultante é dada pela lei da cavidade com uma "maior frequência espacial" (número de onda), que é a média das freqüências espaciais dos dois padrões, e de uma lei da cavidade com uma baixa frequência espacial que é o metade da diferença entre as freqüências espaciais dos dois padrões. Este segundo componente é um "envelope" para a primeira lei da cavidade. O comprimento de onda λ deste componente é o inverso da freqüência espacial.
{\displaystyle {\frac {1}{\lambda }}={\frac {k_{1}-k_{2}}{2}}={\frac {1}{2}}\cdot \left({\frac {1}{p_{1}}}-{\frac {1}{p_{2}}}\right)}
se considerarmos que em ρ1=ρ e ρ2= ρ + δρ:
{\displaystyle \lambda =2{\frac {p_{1}p_{2}}{p_{2}-p_{1}}}\approx 2{\frac {p^{2}}{\delta p}}}.
A distância entre os zeros deste envelope é λ / 2, e os máximos da amplitude também estão espaçadas em λ / 2, assim obtemos os mesmos resultados que a abordagem geométrica, com uma discrepância de ρ / 2, que é a incerteza ligada à referência que é considerada: modelo 1 ou modelo 2. Essa discrepância é insignificante quando δρ << ρ.
Este fenômeno é semelhante à estroboscopia.

## Padrões rotacionados
Vamos considerar dois padrões com o mesmo período "{\displaystyle p}", mas o segundo padrão é girado por um ângulo {\displaystyle \alpha }. Visto de longe, também podemos ver as linhas claras e escuras: as linhas tracejadas correspondem às linhas de nós, isto é, linhas que passam pela intersecção dos dois padrões.
{\displaystyle p\quad } : passo do grid
{\displaystyle d\quad } : lado do paralelogramo
{\displaystyle \alpha \quad } : ângulo de giro entre os grids
{\displaystyle D\quad } : distância entre as “franjas”

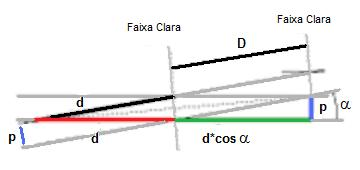

Se considerarmos uma célula do grid, podemos ver que a célula é um losango: ou seja, um paralelogramo com quatro lados iguais. Temos um triângulo retângulo que a hipotenusa é {\displaystyle d} e o lado oposto ao ângulo {\displaystyle \alpha } é {\displaystyle p}, como seno é o cateto oposto dividido pela hipotenusa:
{\displaystyle \sin(\alpha )={\frac {p}{d}}}
{\displaystyle d={\frac {p}{\sin(\alpha )}}}
As linhas tracejadas correspondem às diagonais do losango. Como as diagonais são bissetrizes dos lados vizinhos, podemos ver que a linha tracejada faz um ângulo igual à {\displaystyle {\frac {\alpha }{2}}}, com a perpendicular das linhas de cada padrão.
Além disso, o espaçamento entre duas linhas tracejadas é {\displaystyle D}, a metade da diagonal grande. Então, {\displaystyle 2*D} é o total da grande diagonal e ela é a hipotenusa de um triângulo retângulo. Os lados do triângulo são {\displaystyle d*(1+\cos(\alpha ))} e {\displaystyle p}. Segundo o teorema de Pitágoras temos:
{\displaystyle (2*D)^{2}\quad =d^{2}\quad *(1+\cos(\alpha ))^{2}\quad +p^{2}\quad }
deste modo:
{\displaystyle {(2D)}^{2}={\frac {p^{2}}{\sin ^{2}\alpha }}{(1+\cos \alpha )}^{2}+p^{2}=p^{2}\cdot \left({\frac {{(1+\cos \alpha ^{2})}^{2}}{\sin ^{2}\alpha }}+1\right)}
{\displaystyle {(2D)}^{2}=2p^{2}\cdot {\frac {1+\cos \alpha }{\sin ^{2}\alpha }}}
Quando a curva é muito pequena {\displaystyle (\alpha <{\frac {\Pi }{6}})}, as seguintes aproximações podem ser feitas:
- {\displaystyle \sin \alpha \approx \alpha }

- {\displaystyle \cos \alpha \approx 1}

deste modo:
- {\displaystyle D\approx {\frac {p}{\alpha }}}

- {\displaystyle \alpha \quad } é, naturalmente, em radianos.

Podemos observar que quanto menor o {\displaystyle \alpha \quad }, mais distante as linhas tracejadas, quando os padrões de ambas são paralelos {\displaystyle (\alpha =0)}, o espaçamento entre as linhas tracejadas tende a "infinito" {\displaystyle (D=\infty )}.
Há, portanto, duas maneiras de se determinar {\displaystyle \alpha }: pela orientação das linhas tracejadas e seu espaçamento
{\displaystyle \alpha \approx {\frac {p}{D}}}
Se escolhermos para medir o ângulo, o erro final é proporcional ao erro de medição. Se escolhermos para medir o espaçamento, o erro final é proporcional ao inverso do espaçamento. Assim, para os pequenos ângulos, é melhor para medir o espaçamento.

## Métodos de Moiré
Métodos de moiré são um conjunto de técnicas versáteis baseadas no fenômeno de moiré, usados para medição de deformação no plano e fora do plano, contornos topográficos, inclinação, curvatura e formas dos objetos.
Sciammarella (1982) classifica os métodos de moiré em três métodos básicos:
1. Método de moiré intrínseco: provê o deslocamento dos pontos de uma superfície observada em relação a sua posição inicial.
2. Moiré de projeção: também conhecido como moiré de sombra, que prove o deslocamento dos pontos de uma superfície observada em relação a uma superfície de referência.
3. Moiré de reflexão :provê a inclinação do pontos de uma superfície observada em relação a um estado de referência

Todos os métodos de moiré fornecem a mesma informação e podem ser interpretados da mesma maneira. As diferenças entre eles reside nos métodos óticos utilizados e na maneira com que o retículo do modelo é gerado para formação das franjas de moiré.

## Aplicação do método de moiré de projeção
Este método é indicado para estudo da topografia de superfícies ou deformações fora do plano. O retículo do modelo é projetado na superfície do objeto e fotografado. Esta imagem digitalizada é sobreposta à imagem do retículo de referência. Esse pode ser virtual (gerado em computador) ou uma fotografia do retículo projetado sobre um plano atrás do objeto.